# Zodariellum surprisum
Zodariellum surprisum är en spindelart som beskrevs av Jekaterina Michajlovna Andrejeva och Viktor Tysjtjenko 1968. Zodariellum surprisum ingår i släktet Zodariellum och familjen Zodariidae. Inga underarter finns listade i Catalogue of Life.